# Hertogdom Saksen-Gotha-Altenburg
Het Hertogdom Saksen-Gotha-Altenburg was een van de Ernestijnse hertogdommen in Thüringen en bestond van 1680 tot 1826. De residentiestad was Gotha.

## Geschiedenis
De staat ontstond toen de zeven zoons van Ernst I de Vrome, die Saksen-Gotha sinds zijn dood in 1675 gezamenlijk regeerden, in 1680 besloten het gebied op te delen. De oudste zoon Frederik I ontving hierbij Gotha, Tenneberg, Wachsenburg, Ichtershausen, Georgenthal, Schwarzwald, Reinhardsbrunn, Volkenrode, Oberkranichfeld, Altenburg, Leuchtenburg en Orlamünde, die samen het nieuwe soevereine hertogdom Saksen-Gotha-Altenburg vormden.
Frederik I voerde in 1685 de primogenituur in, waardoor de staat tot het uitsterven van de linie niet meer zou worden opgedeeld. Onder zijn zoon Frederik II werd het land in 1721 uitgebreid met Saksen-Eisenberg en 7/12 van Themar. Het leger en de extravagante liefhebberijen van de hertogen drukten zwaar op het land.
Frederik III voerde in 1747 met Saksen-Meiningen de zogenaamde Wassunger Oorlog. De Zevenjarige Oorlog teisterde het land, met name in 1757, zwaar. Zijn opvolger Ernst II maakte door bezuinigingen op zijn hofhouding en verkleining van zijn leger een einde aan de drukkende schuldenlast. Diens zoon August, een bewonderaar van Napoleon, trad in 1806 toe tot de Rijnbond en in 1815 tot de Duitse Bond. Augusts broer en opvolger Frederik IV stierf in 1825 kinderloos, waardoor de linie Saksen-Gotha-Altenburg uitstierf.
Dit leidde in 1826 tot herindeling van de Ernestijnse hertogdommen door Frederik August I van Saksen. Saksen-Gotha-Altenburg werd hierbij opgesplitst in Saksen-Gotha, dat samen met Saksen-Coburg het nieuwe dubbelhertogdom Saksen-Coburg en Gotha vormde, en Saksen-Altenburg, dat zelfstandig werd.

## Hertogen
- 1680-1691: Frederik I (1646-1691)
- 1691-1693: Bernhard I van Saksen-Meiningen en Hendrik van Saksen-Römhild als regenten namens Frederik II
- 1693-1732: Frederik II (1676-1732)
- 1732-1772: Frederik III (1699-1772)
- 1772-1804: Ernst II (1745-1804)
- 1804-1822: August (1772-1822)
- 1822-1825: Frederik IV (1774-1825)

Anhalt (1863-1866) ·
Anhalt-Bernburg (1815-1863) ·
Anhalt-Dessau-Köthen (1853-1863) ·
Anhalt-Dessau (1815-1853) ·
Anhalt-Köthen (1815-1853) ·
Baden · Beieren · Bremen · Brunswijk · Frankfort · Hamburg · Hannover · Hessen-Darmstadt · Hessen-Homburg · Hessen-Kassel · Hohenzollern-Hechingen · Hohenzollern-Sigmaringen · Holstein · Lauenburg · Liechtenstein · Limburg · Lippe · Lübeck · Luxemburg · Mecklenburg-Schwerin · Mecklenburg-Strelitz · Nassau · Oldenburg · Oostenrijk · Pruisen · Reuss jongere linie · Reuss oudere linie · Saksen · Saksen-Altenburg · Saksen-Coburg en Gotha · Saksen-Meiningen ·  Saksen-Weimar-Eisenach · Schaumburg-Lippe · Schwarzburg-Rudolstadt · Schwarzburg-Sondershausen · Waldeck-Pyrmont · Württemberg